# Никола Секулички
Никола (Кольо) Стоянов, известен като Секулички, е български хайдутин и революционер от Македония.

## Биография
Никола Стоянов е роден в кратовското село Секулица, което тогава е в Османската империя и по чието име е наричан Секулички. Заедно с брат си Марко Секулички става хайдутин и застават начело на чета, действаща в родния им край, както и в Кумановско и Велешко от 1870 до 1876 година, като ликвидират зулумджиите Исмаил ага и Дели Мустафа. Имат сериозно сблъскване с турска потеря на Църни връх в Кратовско.
Никола Сакулички загива при преминаването на четата на Адам Калмиков в 1885 година.
За Кольо Секулички има народна песен.